# Francesc Aulet
Francesc Aulet, prevere de la Selva de Mar, va ser organista de la basílica de Castelló d'Empúries i va ser mestre de cant a la Parròquia de Sant Pere .
Francesc Aulet va tenir un paper destacat en la música religiosa catalana durant el segle XVIII, en un context on la música sacra era fonamental en la vida comunitària de les parròquies. Encara que se sap poc sobre la seva formació, la seva trajectòria com a organista i mestre de cant reflecteix la importància dels músics eclesiàstics en la promoció de la música a Catalunya.

### Trajectòria musical i professional
De l'any 1738 fins al 1739, Aulet va assumir breument el càrrec d'organista en la basílica de Santa Maria després d'obtenir un benefici en 1738. Aquest rol incloïa la responsabilitat de tocar l'òrgan en les cerimònies litúrgiques i possiblement ensenyar música als joves cantaires de la parròquia. L'any 1939, Francesc va intercanviar el seu benefici amb Joan Sabater, qui ocupava el seu lloc a Castelló d'Empúries. Aquesta pràctica de permuta era comuna en el sistema clerical de l'època, permetent als músics religiosos buscar posicions que s'adaptessin millor a les seves necessitats o ambicions. Després de deixar Castelló d'Empúries, Aulet es va traslladar a Figueres, on va ser mestre de cant en la parròquia de Sant Pere. Allà va continuar promovent la formació musical fins a la seva mort en 1743.